# Адолф Виндаус
Адолф Ото Райнхолд Виндаус (на немски: Adolf Otto Reinhold Windaus) е германски химик, лауреат на Нобелова награда за химия от 1928 г. за работата си по стеролите и връзката им с витамините. Той е ментор на Адолф Бутенант, който също печели Нобелова награда за химия през 1939 г.

## Биография
Адолф Виндаус е роден в Берлин. Интересът му към химията се поражда от лекциите на Емил Фишер. Той започва да следва медицина и химия в Берлинския университет, а по-късно и във Фрайбургския университет. В началото на 20 век завършва докторантурата си и се фокусира върху холестерола и други стероли, работейки във Фрайбургския университет. През 1913 г. става професор по химия в Инсбрукския университет, а през 1915 г. се премества в Гьотингенския университет, където остава до пенсионирането си през 1944 г. През 1915 г. се жени за Елизабет Резау, от която има три деца.
Той участва в откриването на трансформацията на холестерола чрез няколко стъпки до витамин D3 (холекалциферол) под въздействието на ултравиолетово лъчение. Той отдава патентите си на компаниите Merck KGaA и Bayer, които започват да произвеждат медицински холекалциферол към 1927 г. Виндаус намира начин за синтезиране на хистамин, намира сяра в състава на витамин B1, изучава противорахитните вещества, както и химичния строеж на колхицина, сърдечните гликозиди, имадизола и други природни биологически активни вещества. През 1928 г. е награден с Нобелова награда за химия. През 1952 г. е удостоен с орден Pour le Mérite.
Умира на 9 юни 1959 г. в Гьотинген.